# NGC 3953
إن جي سي 3953 مجرة حلزونية ضلعية تقع في اتجاه كوكبة الدب الأكبر ومن المعروف أن لهذه المجرة حلقة داخلية تحيط بالقضيب وقد تم تحديد اثنين من النجوم المتفجرة داخل إن جي سي 3953
إن جي سي 3953 عضو في مجموعة مجرات م109 وهي مجموعة مجرات تقع في كوكبة الدب الأكبر ومركزها يبعد عنا 55 مليون سنة ضوئية تقريباً. وقد سُميت المجموعة بهذا نسبة إلى ألمع مجراتها ظاهرياً وهي مجرة مسييه 109 الحلزونية. تحتوي المجموعة على أكثر من 50 مجرة.

## الاكتشاف
اكتشفت من قبل بيير ميشان (12 مارس 1781) ويليام هيرشل في (12 أبريل 1789)